# Vita della Vergine (Dürer)
La Vita della Vergine è una serie di diciannove xilografie più frontespizio di Albrecht Dürer, databile al 1500-1511 e conservata, tra le migliori copie esistenti, nella Staatliche Graphische Sammlung di Monaco di Baviera.

## Storia
Ancor prima di completare la frammentaria Grande Passione, Dürer aveva già iniziato a lavorare su un nuovo progetto: la serie xilografica della Vita della Vergine, che doveva aver iniziato già poco dopo il 1500; entro il 1504 portò a termine sedici fogli e l'intera serie fu completata solo nel 1510-1511, con l'intervallo del secondo soggiorno a Venezia (1504-1505). Nel 1511 l'opera venne dotata di frontespizio e pubblicata in forma di libro.

## Descrizione e stile
Le scene della Vita della Vergine sono intonate a uno spirito sereno e delicato, con qualche tratto umoristico grazie al soggetto che permetteva di inserire, qua e là, accenni all'umanità del tempo, fatta di contadini, borghesi, nobili e popolani.

La raffigurazione con la Nascita della Vergine è forse il foglio più bello di tutta la serie, con una descrizione realistica dell'attività in una camera per puerpere nella Germania del tempo. La partoriente, sant'Anna, è assistita da due donne e giace in un letto sfarzoso, posto alla profonda estremità della stanza. Intanto, la neonata viene preparata per il bagno da un'altra ancella. Le restanti donne presenti trovano ristoro dalle fatiche compiute nel "rinfresco del battesimo", costume in uso all'epoca.
1. Frontespizio (1510-1511)

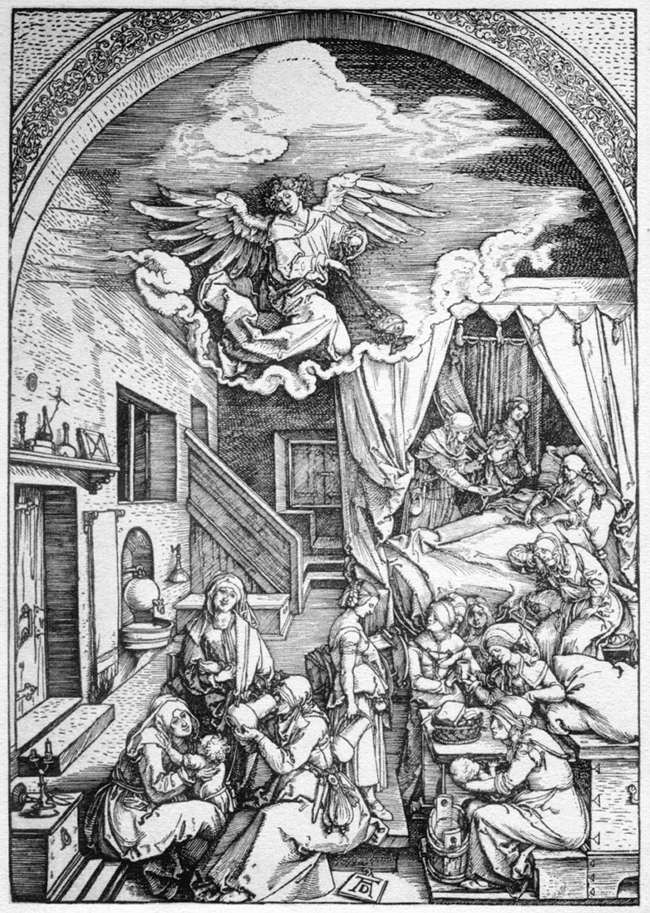
Nascita della Vergine

2. Cacciata di Gioacchino da tempio (1504)
3. Apparizione dell'angelo a Gioacchino (1505)
4. Incontro alla Porta Aurea (1504)
5. Nascita della Vergine (1503)
6. Presentazione di Maria al Tempio (1504-1505)
7. Sposalizio della Vergine (1504 circa)
8. Annunciazione (1500-1502)
9. Visitazione (1503)
10. Adorazione dei pastori (Natività) (1504-1505)
11. Adorazione dei Magi (1501-1502)
12. Presentazione di Gesù al Tempio (1505)
13. Circoncisione di Cristo (1505)
14. Fuga in Egitto (1503)
15. Riposo durante la fuga in Egitto (1504-1505)
16. Cristo tra i Dottori nel Tempio (1503)
17. Cristo si congeda da sua madre (1505 circa)
18. Morte di Maria (1510)
19. Incoronazione della Vergine (1510)
20. Vergine adorata da angeli e santi (1500 circa)

## Altre immagini

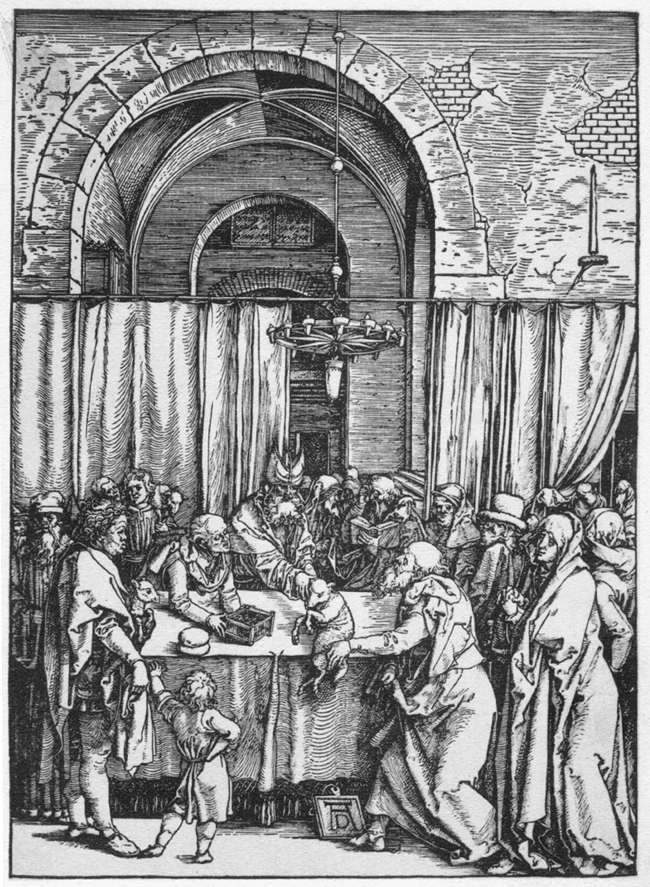
Cacciata di Gioacchino da tempio
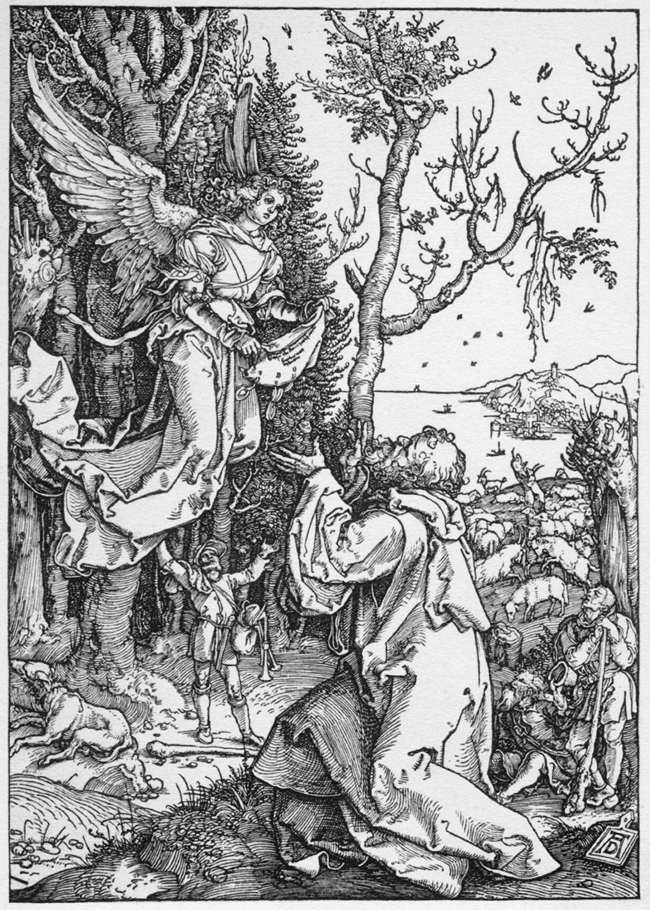
Apparizione dell'angelo a Gioacchino
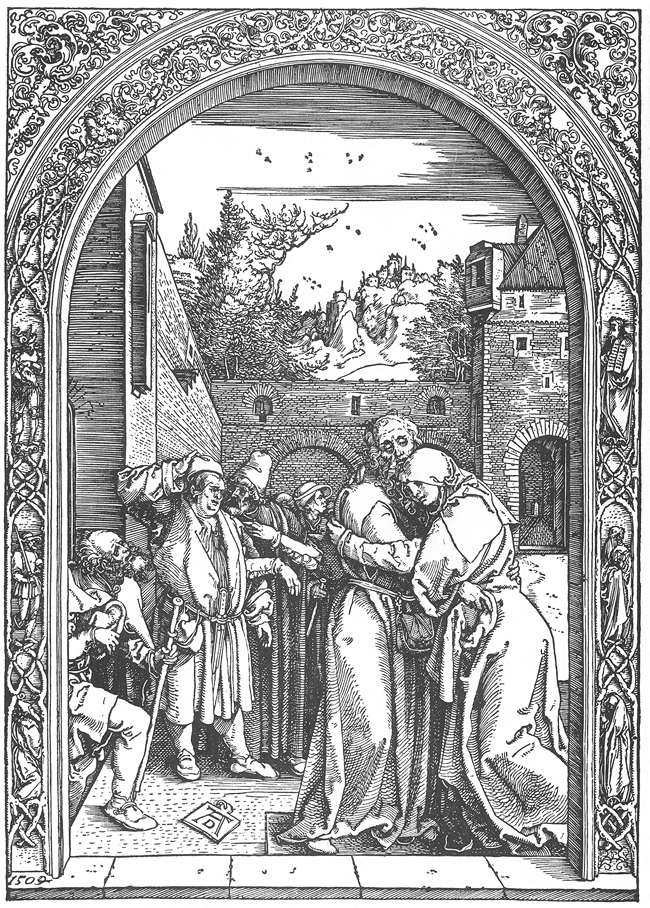
Incontro alla Porta Aurea
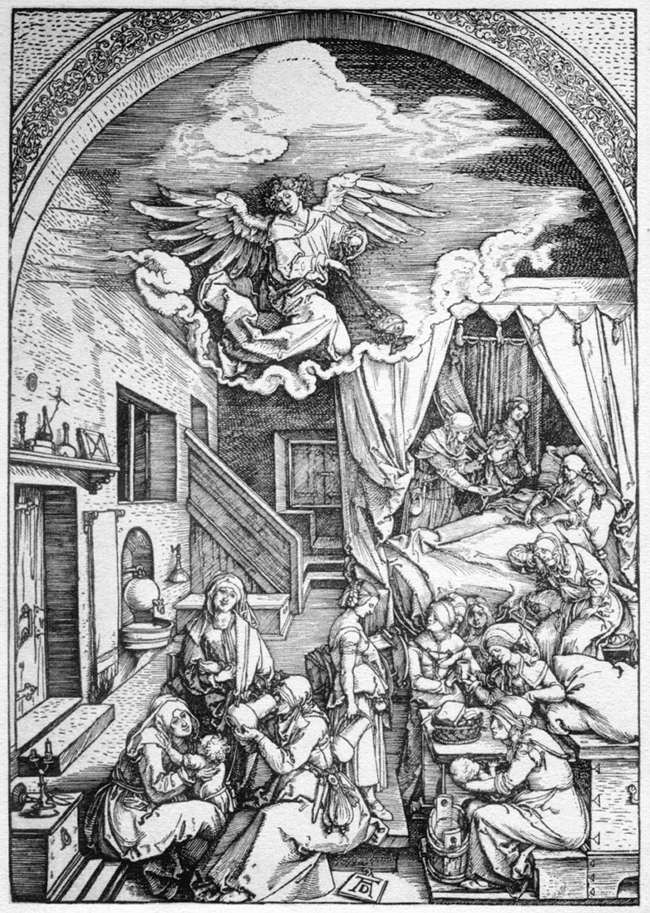
Nascita della Vergine
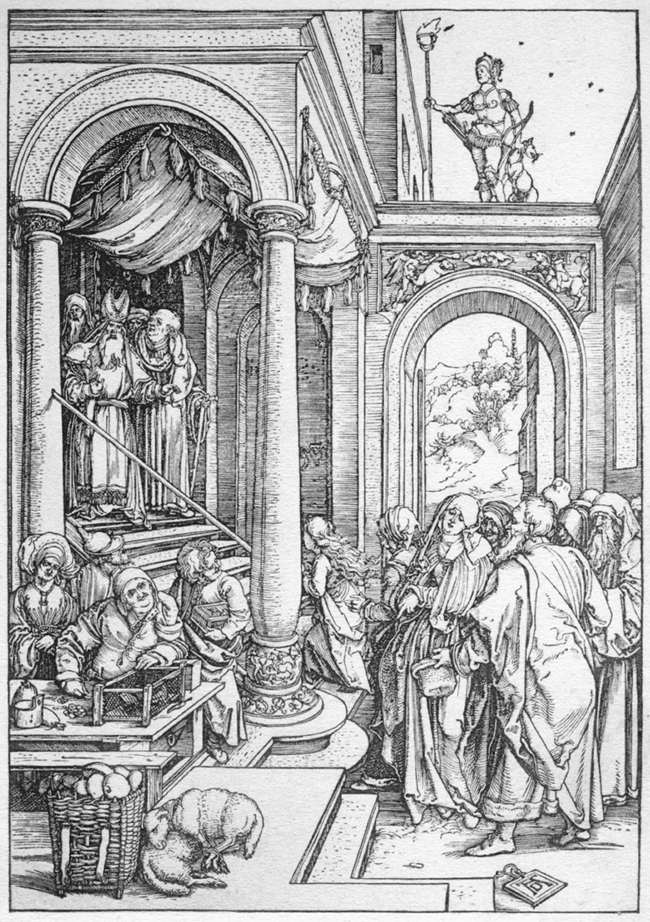
Presentazione di Maria al Tempio
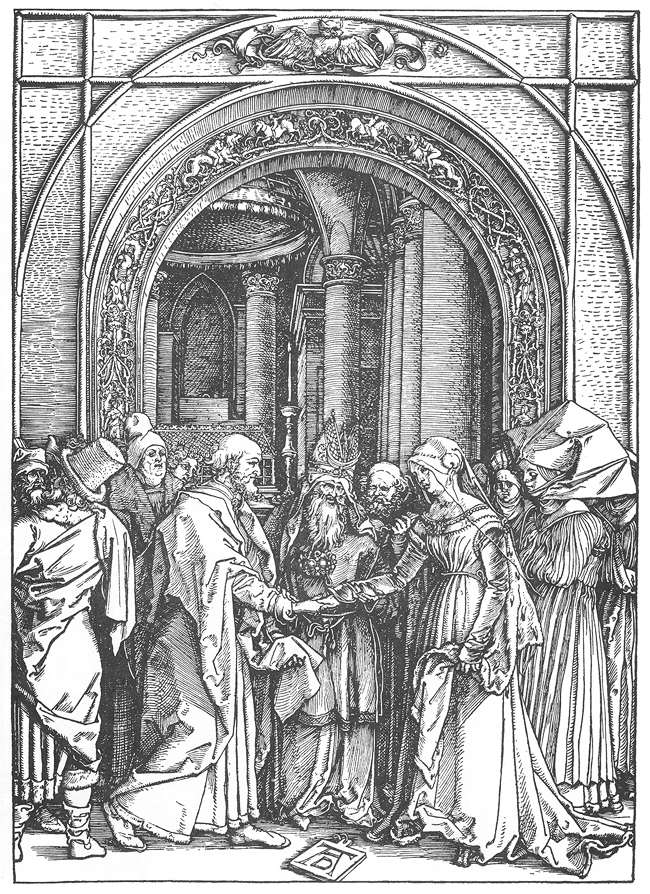
Sposalizio della Vergine
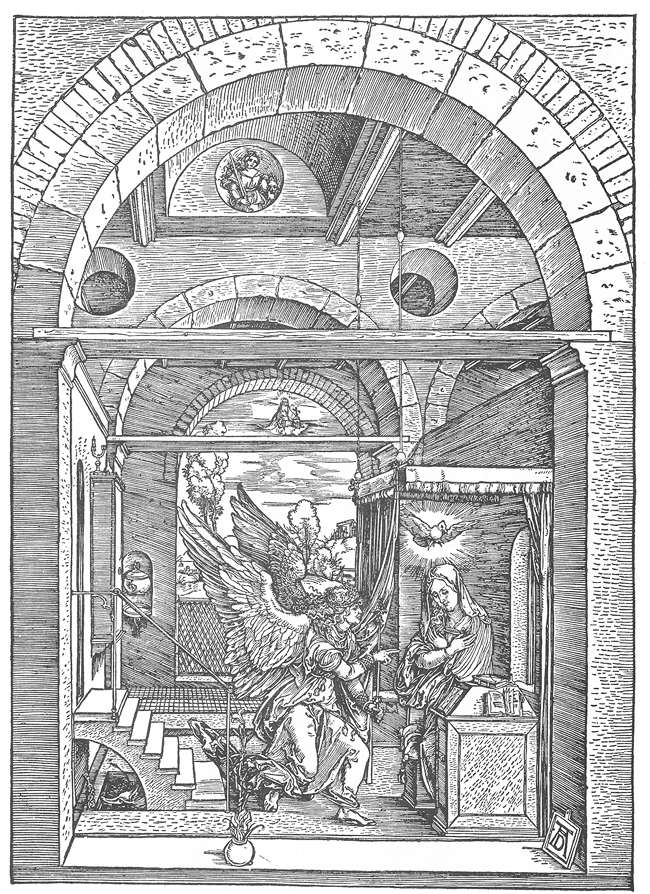
Annunciazione
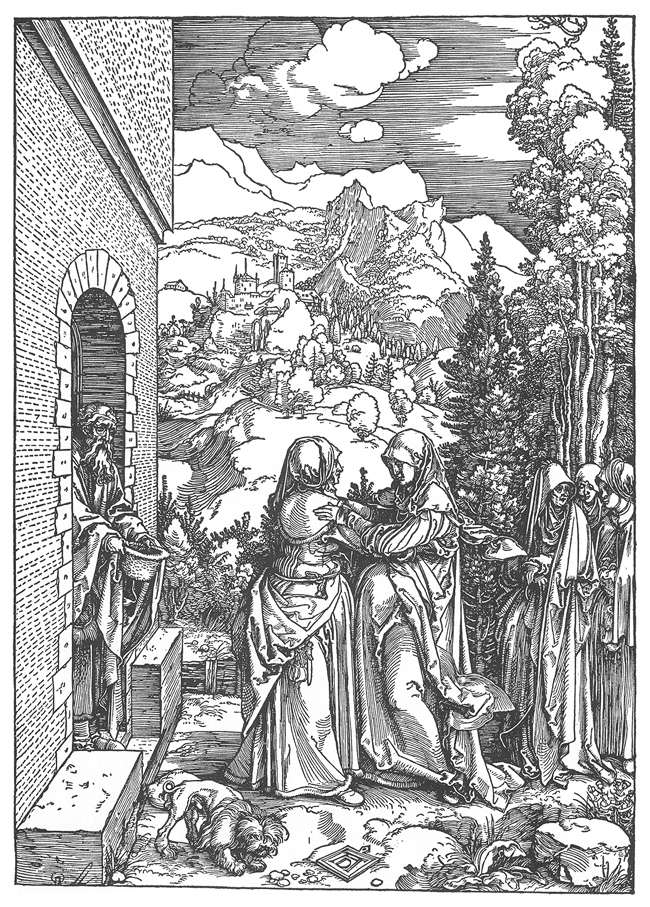
Visitazione
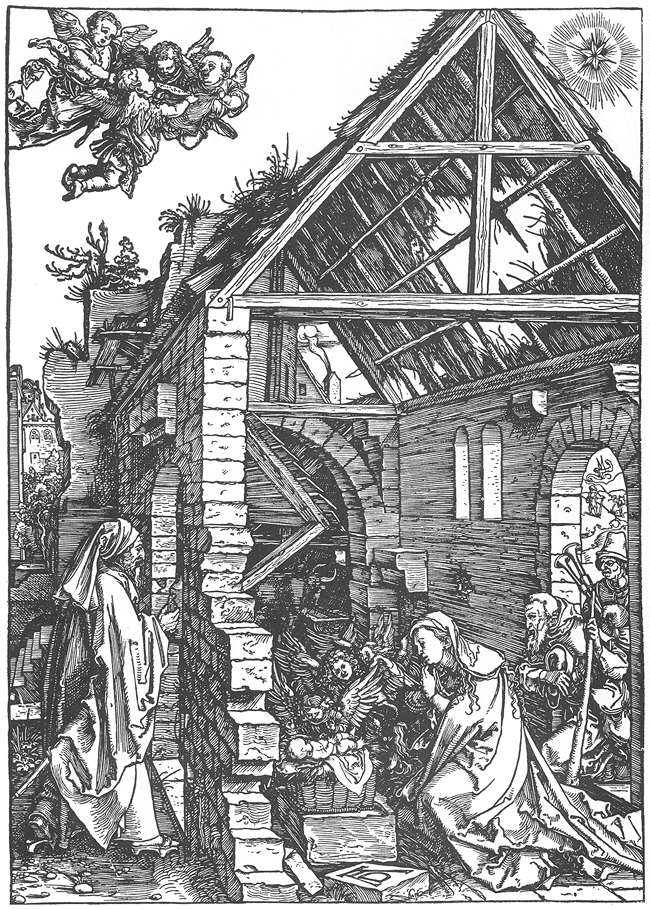
Adorazione dei pastori (Natività)
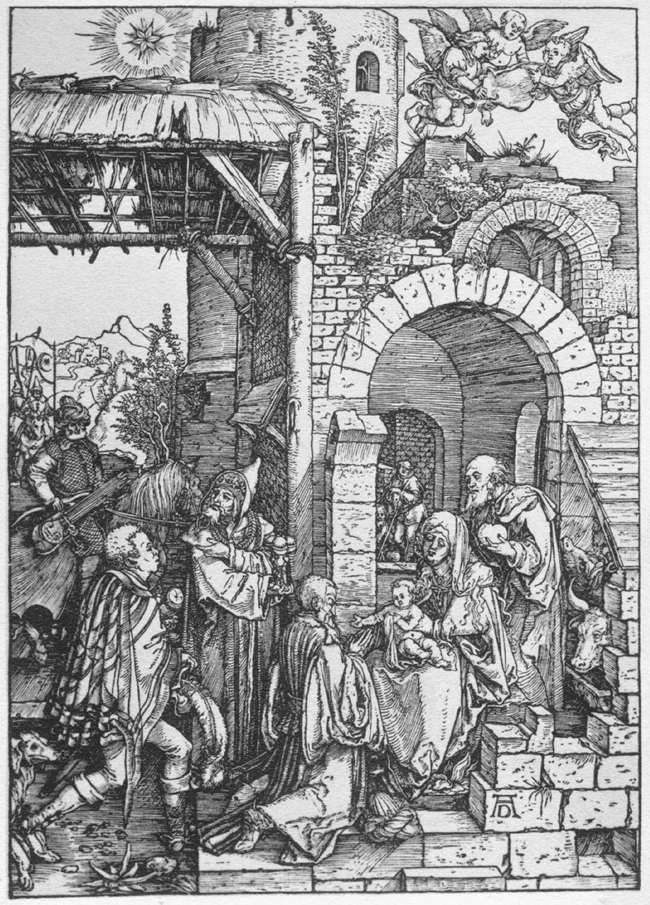
Adorazione dei Magi
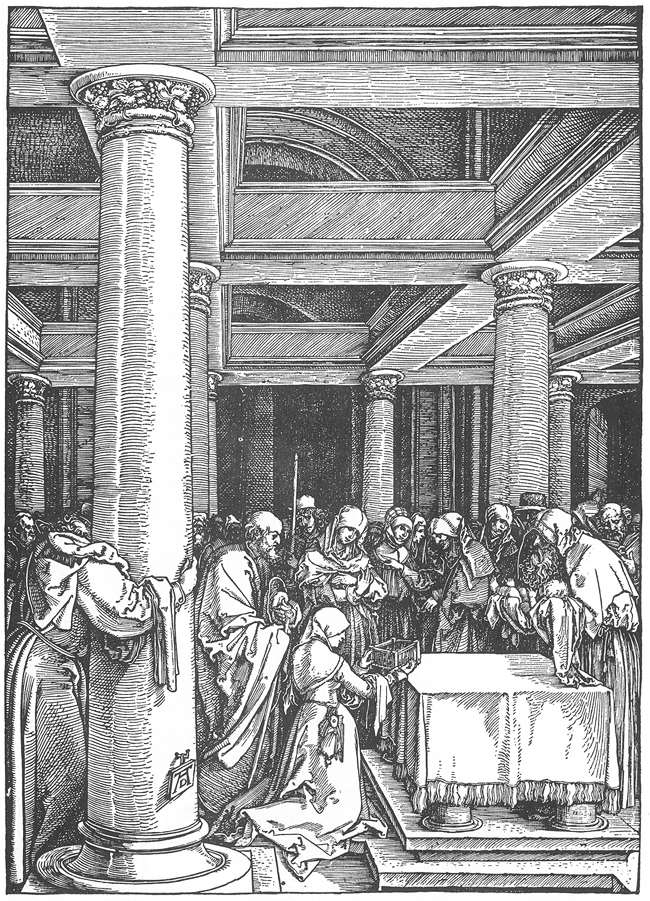
Presentazione di Gesù al Tempio
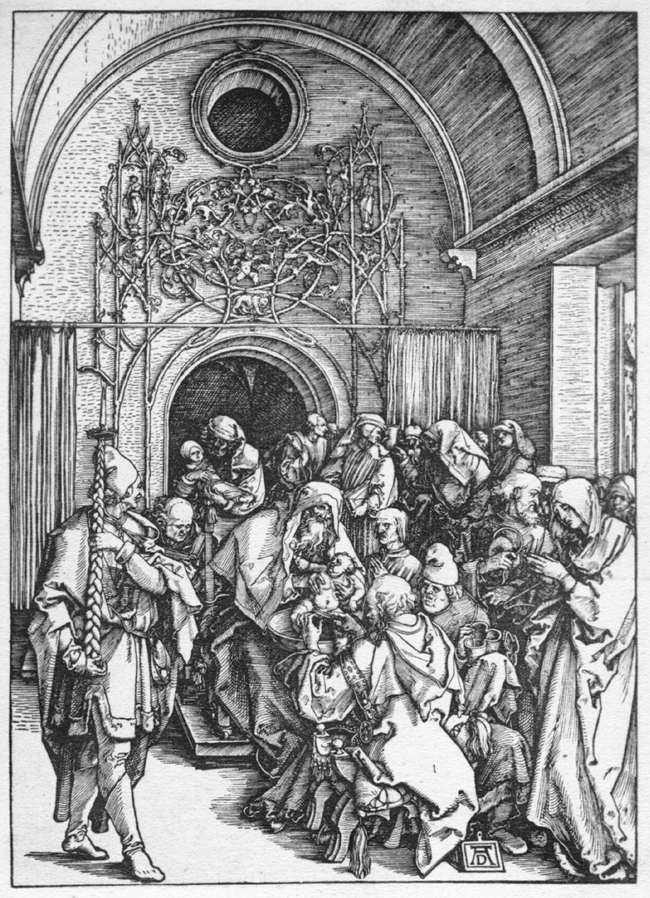
Circoncisione di Cristo
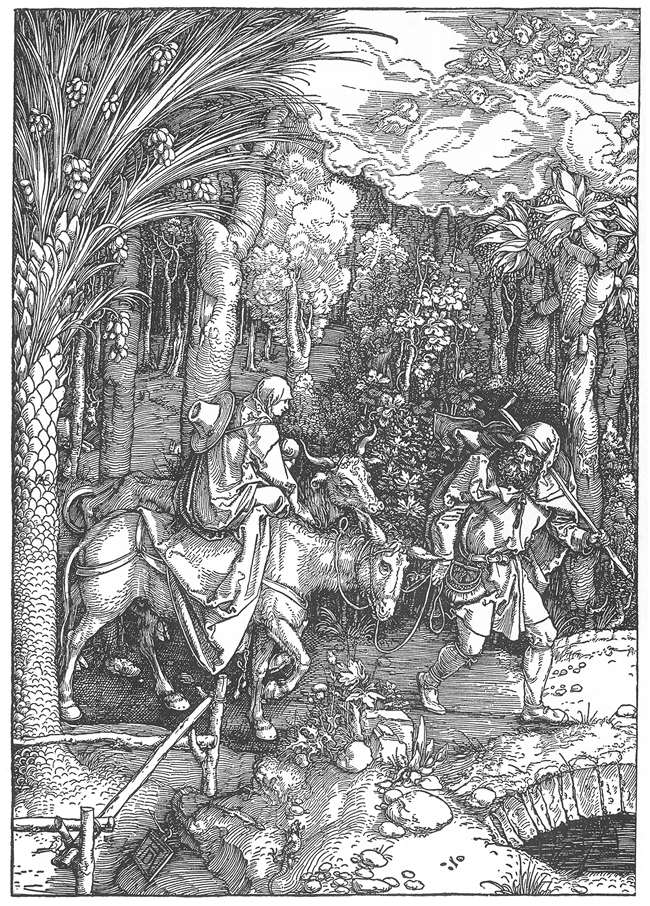
Fuga in Egitto
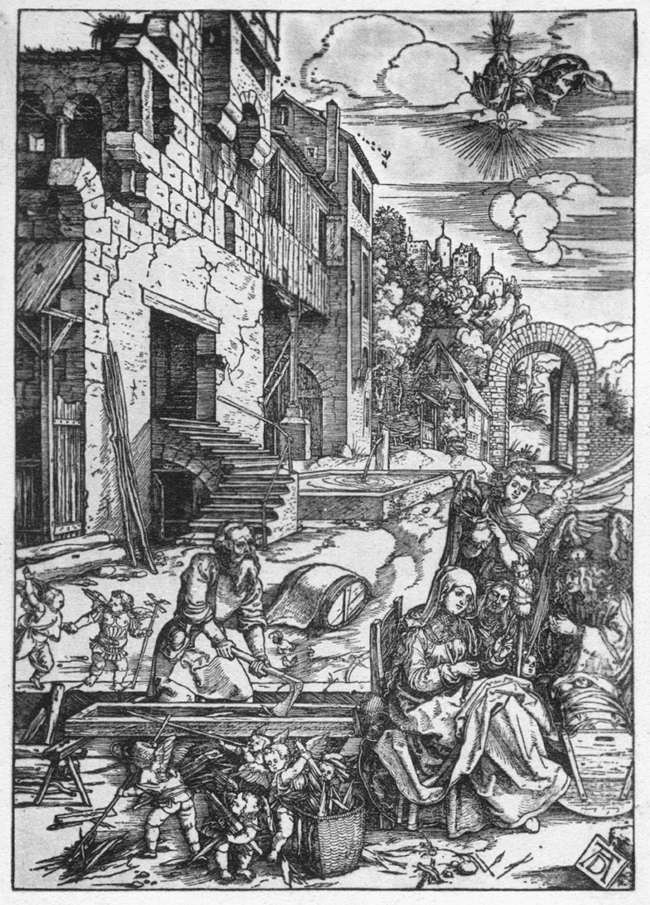
Riposo durante la fuga in Egitto
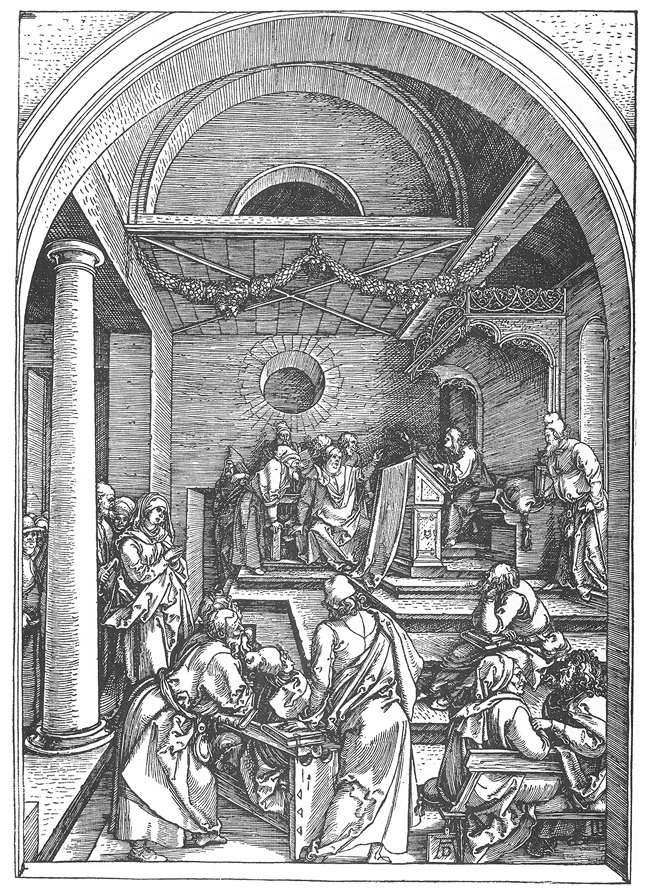
Cristo tra i Dottori nel Tempio
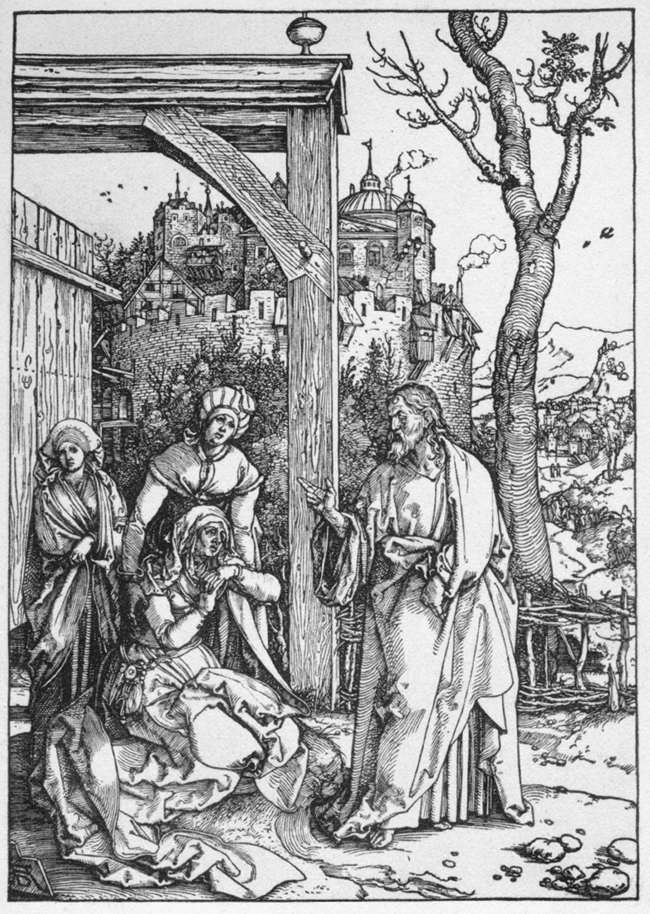
Cristo si congeda da sua madre
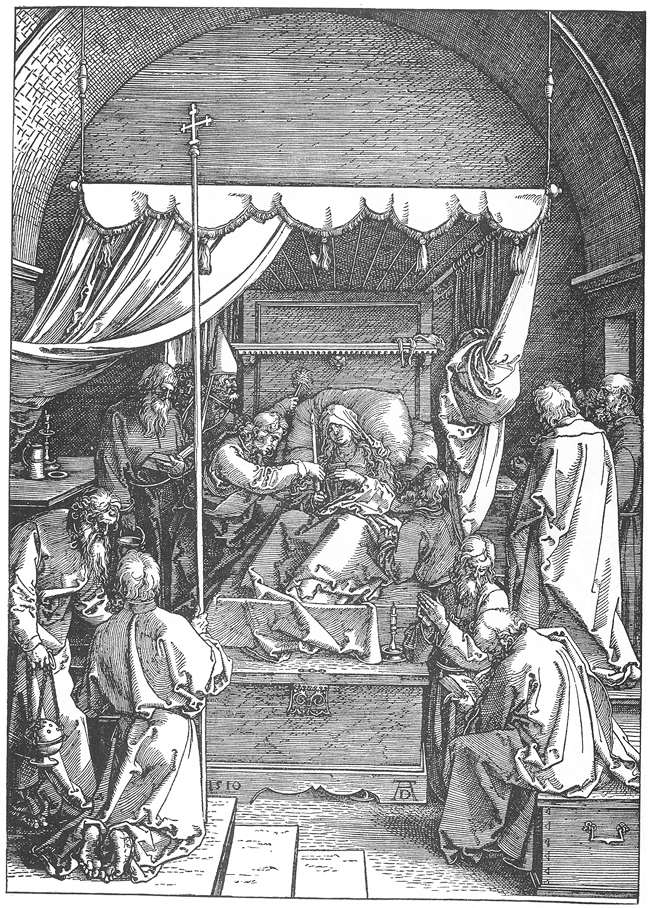
Morte di Maria
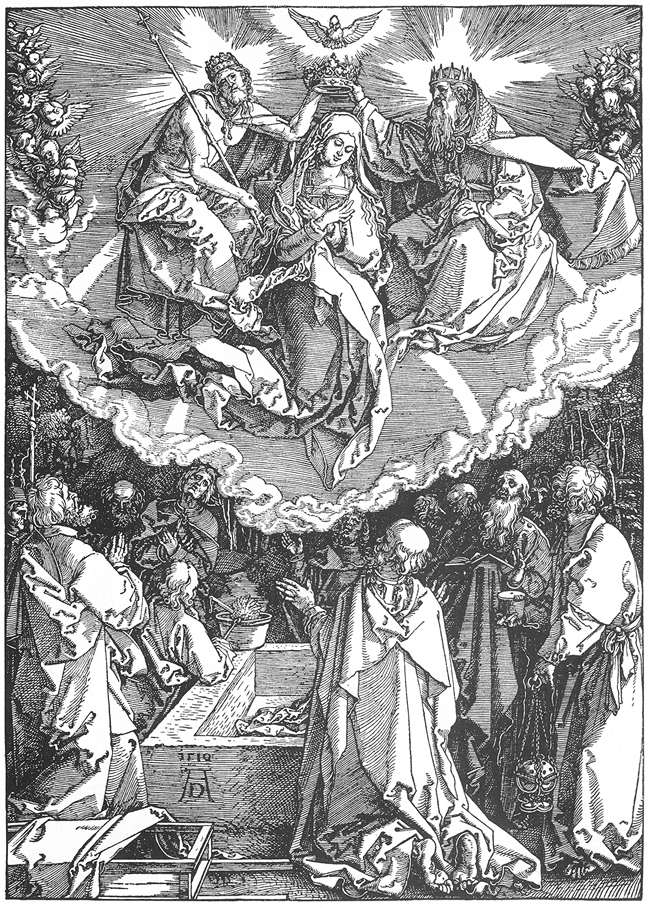
Incoronazione della Vergine
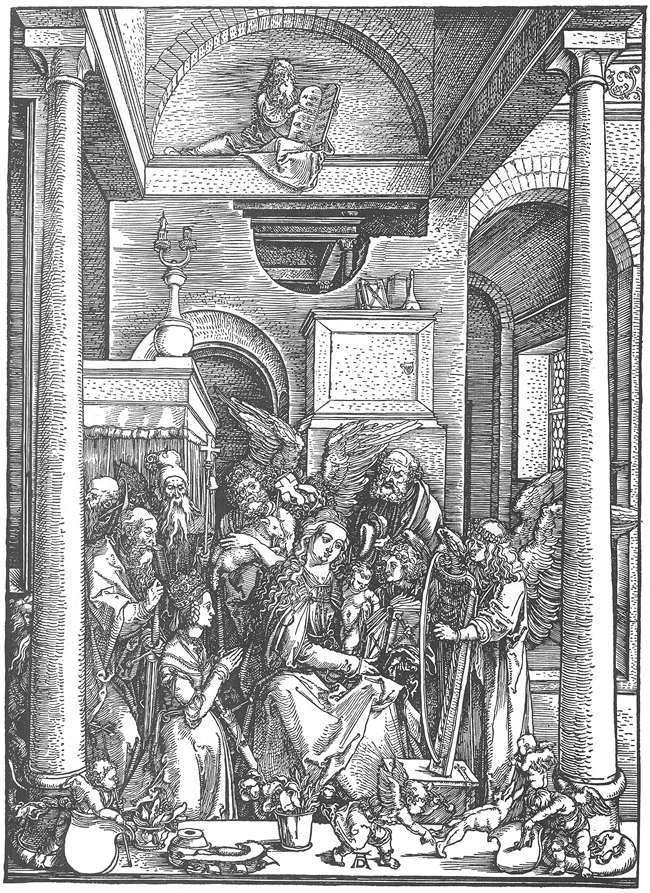
Vergine adorata da angeli e santi